# Nylandstjärnen (Skogs socken, Ångermanland)
Nylandstjärnen är en sjö i Kramfors kommun i Ångermanland och ingår i Nätraån-Ångermanälvens kustområde. Sjön har en area på 0,0547 kvadratkilometer och ligger 42,1 meter över havet.

## Delavrinningsområde
Nylandstjärnen ingår i det delavrinningsområde (698559-161661) som SMHI kallar för Utloppet av Nylandstjärnen. Medelhöjden är 108 meter över havet och ytan är 1,24 kvadratkilometer. Det finns inga avrinningsområden uppströms utan avrinningsområdet är högsta punkten. Vattendraget som avvattnar avrinningsområdet har biflödesordning 3, vilket innebär att vattnet flödar genom totalt 3 vattendrag innan det når havet efter 18 kilometer. Avrinningsområdet består mestadels av skog (61 procent), öppen mark (17 procent) och jordbruk (12 procent).